# Statistiques et records de l'USM Alger

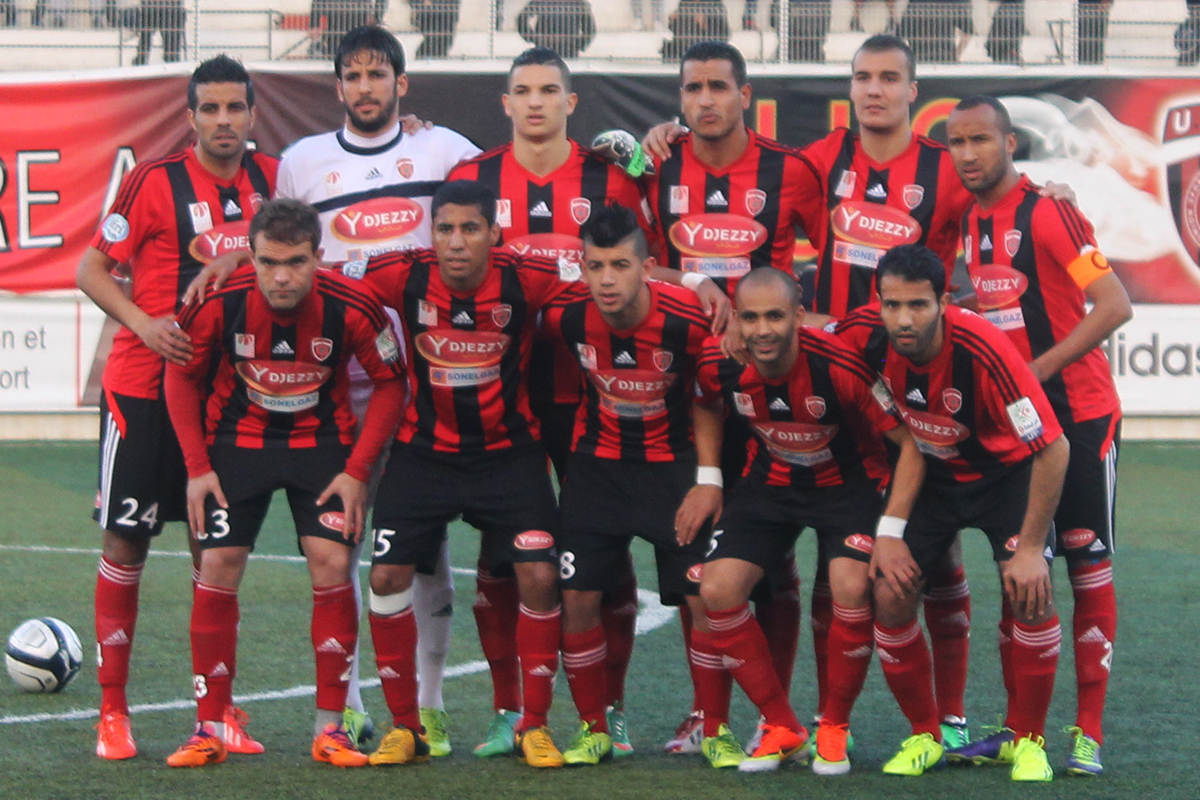
USM Alger championne d'Algérie 2013-2014 et Supercoupe 2013.

Cet article présenté les statistiques et records de l'Union sportive de la médina d'Alger (USMA), club de football professionnel algérien basé à Alger, dont la première équipe joue au plus haut niveau du football algerien, la Ligue 1. L'équipe a été créée en 1937.
Cette liste comprend les grands honneurs remportés par l'USM Alger ainsi que les statistiques et records historiques établis par le club, ses joueurs et ses entraîneurs. La section des joueurs comprend les meilleurs buteurs du club et ceux qui ont disputé le plus de matches de compétition en équipe première. Il présente également les réalisations internationales des joueurs représentant l'USM Alger, ainsi que les indemnités de transfert les plus élevées payées et reçues par le club.

## Club

### Statistiques générales en compétition
| Championnats                              | Saisons | Titres | J    | G   | N   | P   | Bp   | Bc   | Diff |
| ----------------------------------------- | ------- | ------ | ---- | --- | --- | --- | ---- | ---- | ---- |
| Division 1 Ligue 1                        | 37      | 7      | 1065 | 439 | 289 | 337 | 1370 | 1054 | +316 |
| Division 2 Ligue 2                        | 14+2    | 4      | 387  | 190 | 122 | 75  | 580  | 306  | +274 |
| Coupes nationales                         | Saisons | Titres | J    | G   | N   | P   | Bp   | Bc   | Diff |
| Supercoupe d'Algérie                      | 4       | 2      | 4    | 2   | 0   | 2   | 5    | 4    | +3   |
| Coupe d'Algérie                           | 33+18   | 8      | 125  | 83  | 24  | 18  | 226  | 78   | +148 |
| Coupe de la Ligue                         | 3       | 0      | 20   | 6   | 8   | 6   | 28   | 20   | +8   |
| Coupes d'Afrique de la CAF                | Saisons | Titres | J    | G   | N   | P   | Bp   | Bc   | Diff |
| Ligue des champions                       | 8       | 0      | 65   | 32  | 13  | 20  | 109  | 64   | +45  |
| Coupe des vainqueurs de coupe (1975-2003) | 5       | 0      | 25   | 13  | 4   | 8   | 40   | 25   | +15  |
| Coupe de la confédération                 | 2       | 0      | 6    | 2   | 3   | 1   | 6    | 7    | −1   |
| Coupe de la CAF (1992-2003)               | 1       | 0      | 6    | 4   | 0   | 2   | 13   | 6    | +7   |
| Total                                     |         | 21     | 0    | 0   | 0   | 0   | 0    | 0    | +0   |

### Matchs
- Premier match : USM Alger 2-2 JSO Hussein Dey, Championnat F.S.G.T, le 17 octobre 1937[1].
- Premier match en Ligue 1 : RC Arba 0-6 USM Alger, Critérium d'Honneur, le 7 octobre 1962.
- Premier match en Coupe d'Algérie : ???? - USM Alger, le 4 novembre 1962.
- Premier match en Coupe de la Ligue : USM Alger 0-0 WA Boufarik, le 30 novembre 1995.
- Première victoire :
- Première défaite :
- Première match africaines : CARA Brazzaville 1-0 USM Alger, Coupe des Vainqueurs de Coupe, le 4 avril 1982.
- Moins de matchs pour remporter le titre de Ligue 1 : 27 en 2004-05.

### Victoires
- Plus large victoire : SO Berrouaghia 0-13 l'USM Alger, Critérium d'Honneur, le 23 décembre 1962.
- Plus large victoire en Ligue 1 : l'USM Alger 11-0 ASM Oran, National I, le 30 novembre 1975.
- Plus large victoire en Ligue 2 : l'USM Alger 9-0 CRB El Oued, Division 2, le jeudi 22 avril 1993.
- Plus large victoire en Coupe d'Algérie : l'USM Alger 8-0 MB Rouissat, Coupe d'Algérie, le 8 mars 2024.
- Plus large victoire en Coupe d'Afrique : USM Alger 8-1 ASFA Yennenga, Ligue des champions, le 10 avril 2004.

### Défaites
- Plus large défaite : JE Tizi Ouzou 7-1 USM Alger Division 1, le 11 mai 1989.
- Plus large défaite en Ligue 1 : JE Tizi Ouzou 7-1 USM Alger Division 1, le 11 mai 1989.
- Plus large défaite en coupe d'Afrique : Primeiro de Agosto 3-0 USM Alger, match aller de la Coupe des vainqueurs de coupe, 6 septembre 1998 et US Bitam 3-0 USM Alger, match retour de la Coupe de la confédération, 4 mai 2013.

### Séries
- Plus longue invincibilité : 28 matches
- Plus longue invincibilité en Ligue 1 : 25 matches
- Plus longue invincibilité à domicile en Ligue 1 : 17 matches
- Plus longue invincibilité à domicile en Coupe d'Afrique : 13 matches
- Plus longue série de victoires en Ligue 1 : 11 matches en 1962-63.
- Plus longue série de défaites en Ligue 1 : 5 matches
- Plus longue série sans victoire en Ligue 1 : 8 matches

### Victoires/nuls/défaites en Ligue 1
- Plus grand nombre de victoires : 21 en 2004-05.
- Plus petit nombre de victoires : 6 en 1997-98 et 1999-00.
- Plus grand nombre de matchs nuls : 13 en 1987-88.
- Plus petit nombre de matchs nuls : 2 en 1962-63.
- Plus grand nombre de défaites : 15 en 1989-90.
- Plus petit nombre de défaites : 1 en 1962-63.

### Buts
- Plus de buts marqués en une saison : 102 en 1962-63.
- Plus de buts marqués en Ligue 1 : 95 en 1962-1963.
- Moins de buts marqués en Ligue 1 : 15 en 1999-00.
- Moins de buts concédés en Ligue 1 : 11 en 1962-1963.
- Plus grand nombre de clean sheets en une saison : 15 en 2013-14.

### Différence de buts en Ligue 1
- Plus grande différence de buts : +84 en 1962-63.
- Plus basse différence de buts : -16 en 1989-90.

### Points en Ligue 1
- Plus de points : 70 en 1962-63.
- Moins de points : 21 en 1999-00.

## Palmarès

### Titres nationaux
- Championnat d'Algérie (8)
  - Champion : 1963, 1996, 2002, 2003, 2005, 2014, 2016 et 2019.

- - Vice-champion : 1998, 2001, 2004 et 2006.
- Coupe d'Algérie (8)
  - Vainqueur : 1981, 1988, 1997, 1999, 2001, 2003, 2004 et 2013.
  - Finaliste : 1969, 1970, 1971, 1972, 1973, 1978, 1980, 2006, 2007.
- Supercoupe d'Algérie (2)
  - Vainqueur : 2013 et 2016.
  - Finaliste : 1981 et 2014.

Autres compétitions
- Championnat d'Algérie de D2 (4)
  - Champion : 1974, 1981, 1987 et 1995.
  - Vice-champion : 1969, 1973, 1985, 1986 et 1994.

### Titres africaines
- Ligue des champions de la CAF
  - Finaliste : 2015.

- Coupe de la confédération (1)
  - Vainqueur : 2023.

- Supercoupe de la CAF (1)
  - Vainqueur : 2023.

### Titres arabes
- Coupe de l'UAFA (1)
  - Vainqueur : 2013.

Anciennes compétitions
- Coupe du Maghreb des vainqueurs de coupe
  - Finaliste : 1969.

## Joueurs

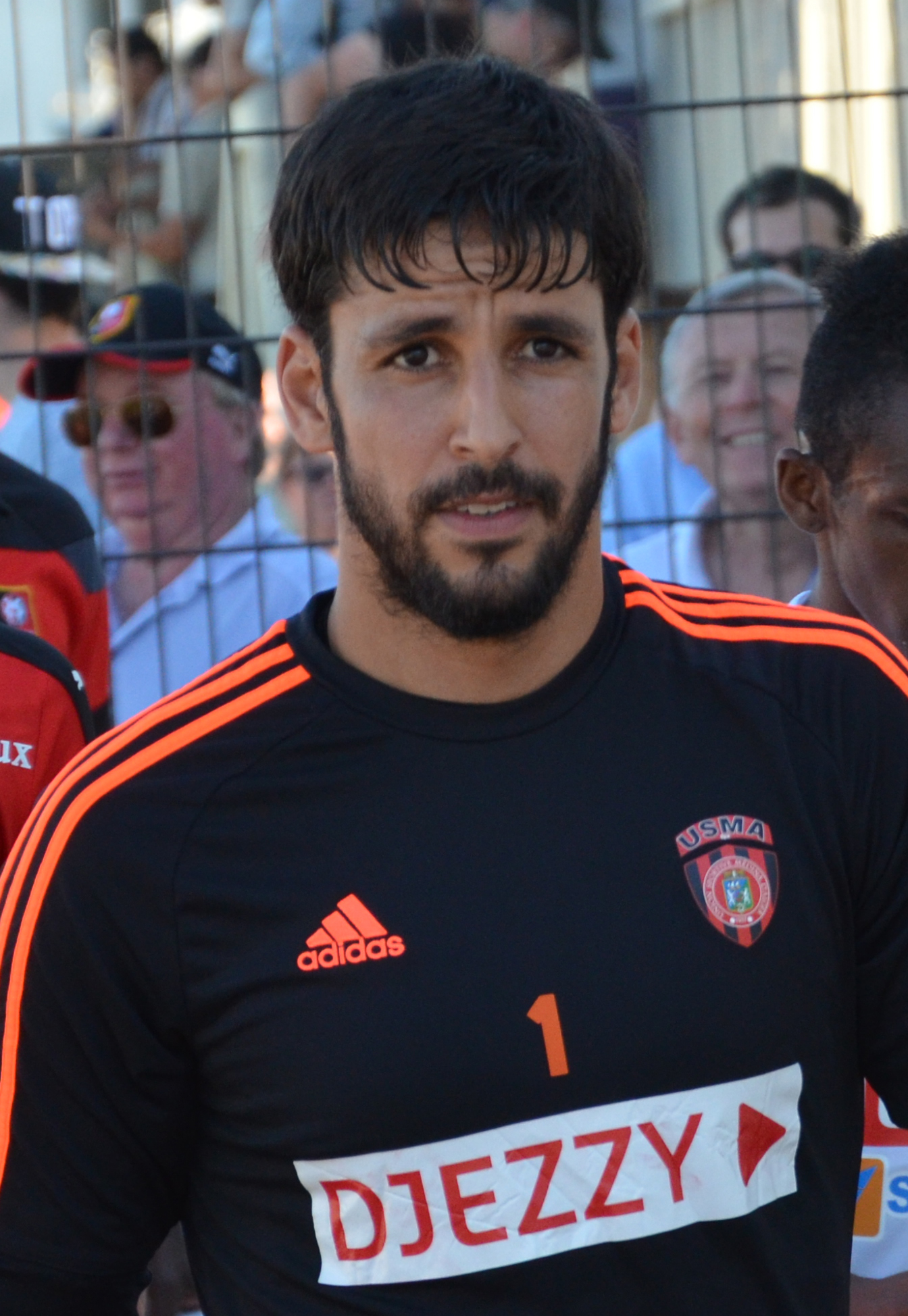
Mohamed Lamine Zemmamouche est le plus d'apparitions dans 404 match depuis la saison 2003-2004.

### Caps
- Plus de caps : Mohamed Lamine Zemmamouche 405.
- Plus de caps en Ligue 1 : Mohamed Lamine Zemmamouche 298.
- Plus de caps dans les compétitions de la CAF : Mohamed Lamine Zemmamouche 49.
- Plus de caps en une saison : Mohamed Hamdoud (2003-2004) – 42.
- Plus de caps en Coupe d'Algérie : Mohamed Lamine Zemmamouche 33.
- Plus de caps en championnat d'un joueur non algérien : Charles Andriamanitsinoro 97.
- Plus jeune joueur :
- Joueur le plus âgé : Mahieddine Meftah – 38 ans,4 mois,8 jours (contre Paradou AC, Division 1, 2 février 2006).
- Plus longue série sans encaisser de buts : 905 minutes – Lamine Zemamouche, Ismaïl Mansouri et Rafik Mazouzi en 2013-14.
- Record D'invincibilité d'un gardien : Tewfik Zemouri 900 minute en championnat de seconde division en 1994-1995.

#### Joueurs les plus capés
Gras Toujours jouer au football compétitif dans USM Alger
depuis la saison 2000-2001.
Statistiques dernière mise à jour le match contre CS Constantine le 15 juillet 2023.
| Rang | Nom                  | League | Coupe | Autres1 | Afrique2 | Arabe3 | TOTAL |
| ---- | -------------------- | ------ | ----- | ------- | -------- | ------ | ----- |
| 1    | Lamine Zemmamouche   | 298    | 33    | 6       | 49       | 19     | 405   |
| 2    | Karim Ghazi          | 239    | 27    | 0       | 24       | 12     | 302   |
| 3    | Nacereddine Khoualed | 237    | 24    | 3       | 14       | 12     | 290   |
| 4    | Billel Dziri         | 210    | 27    | 0       | 33       | 11     | 281   |
| 5    | Hocine Achiou        | 205    | 29    | 0       | 35       | 12     | 281   |
| 6    | Hamza Koudri         | 206    | 19    | 3       | 38       | 9      | 275   |
| 7    | Mohamed Hamdoud      | 192    | 28    | 0       | 32       | 8      | 260   |
| 8    | Mohamed Rabie Meftah | 188    | 18    | 3       | 41       | 8      | 258   |
| 9    | Farouk Chafaï        | 188    | 21    | 3       | 37       | 8      | 257   |
| 10   | Mokhtar Benmoussa    | 168    | 16    | 3       | 36       | 8      | 231   |

### Buteurs
- Plus grand nombre de buts inscrits : 102 – Billel Dziri
- Plus grand nombre de buts inscrits sur une saison : 24 Moncef Ouichaoui en 2002–03.
- Plus grand nombre de buts inscrits en Ligue 1 sur une saison : 18 Moncef Ouichaoui en 2002–03.
- Plus grand nombre de buts inscrits en Ligue 1 : 51 Billel Dziri.
- Plus grand nombre de buts inscrits en Coupe d'Afrique : 16 Billel Dziri.
- Plus grand nombre de buts inscrits en un match : 6 Boualem Baaziz (vs. NRB Touggourt, Division 2, 12 décembre 1986).
- Plus grand nombre de buts inscrits en Ligue 1 : 5 Djamel Zidane (vs. ASM Oran, National I, 30 novembre 1975).
- Premier but :
- Premier but au Stade Omar-Hamadi :
- But le plus rapide : 18 secondes  Zekri Nasser (vs. MCA, 1996).
- But le plus rapide en Ligue 1 : 18 secondes Zekri Nasser (vs. MCA, février 1996).
- Plus jeune buteur : Mehdi Benaldjia – 18 ans, 6 mois, 27 jours (vs. NA Hussein Dey, Ligue 1, 11 décembre 2009).

### Classement des meilleurs buteurs
Gras Toujours jouer au football compétitif dans USM Alger
depuis la saison 1995-1996.
Statistiques dernière mise à jour le match contre CS Constantine le 15 juillet 2023.
| Rang | Nom                  | League | Coupe | Autres1 | Afrique2 | Arabe3 | TOTAL |
| ---- | -------------------- | ------ | ----- | ------- | -------- | ------ | ----- |
| 1    | Billel Dziri         | 51     | 3     | 0       | 16       | 4      | 74    |
| 2    | Tarek Hadj Adlane    | 34     | 11    | 0       | 14       | 0      | 59    |
| 3    | Amar Ammour          | 40     | 4     | 0       | 6        | 3      | 53    |
| 4    | Mohamed Rabie Meftah | 38     | 2     | 1       | 6        | 2      | 49    |
| 5    | Rabie Benchergui     | 31     | 6     | 0       | 7        | 0      | 44    |
| 6    | Noureddine Daham     | 32     | 4     | 0       | 2        | 3      | 41    |
| =    | Hocine Achiou        | 25     | 9     | 0       | 5        | 1      | 40    |
| 8    | Oussama Darfalou     | 30     | 0     | 0       | 10       | 0      | 40    |
| =    | Issaad Bourahli      | 25     | 5     | 0       | 9        | 1      | 40    |
| 10   | Moncef Ouichaoui     | 26     | 3     | 0       | 5        | 2      | 36    |

1 Supercoupe et Coupe de la Ligue.
2 Coupe d'Afrique des vainqueurs de coupe, Coupe de la CAF, Coupe de la confédération et Ligue des champions de la CAF.
3 Ligue des champions et UAFA Club Cup.

## Distinctions
- Ballon d'or : 2
  -  Amar Ammour – 2003[2].
  -  Billel Dziri – 2005[3].

- Meilleur buteur de la Ligue 1 : 2

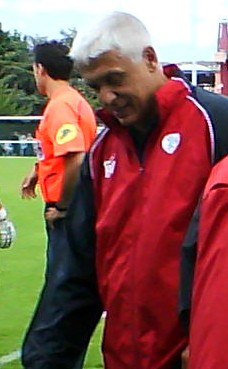
Hubert Velud a été nommé Manager de l'Année par Oscars de Maracana en 2014.

  -  Moncef Ouichaoui – 18 buts en 2002-2003.
  -  Oussama Darfalou – 18 buts en 2017-2018[4].

- Oscars de Maracana Meilleur gardien : 2
  -  Mohamed Lamine Zemmamouche – 2013 et 2014[5].

- Oscars de Maracana Meilleur espoir : 4
  -  Islam Adel Aït Ali Yahia – 2009[6].
  -  Farouk Chafaï – 2012[7].
  -  Zinedine Ferhat – 2013.
  -  Mohammed Benkhemassa – 2016[8].
  - Abderrahmane Meziane 2018

- Oscars de Maracana Meilleur entraineur : 1
  -  Hubert Velud – 2014.